# ژان کوین دوورن
ژان کوین دوورن (انگلیسی: Jean-Kévin Duverne؛ زادهٔ ۱۲ ژوئیهٔ ۱۹۹۷) بازیکن فوتبال اهل فرانسه است.
از باشگاه‌هایی که در آن بازی کرده‌است می‌توان به باشگاه فوتبال لانس اشاره کرد.